# Juan José Salazar

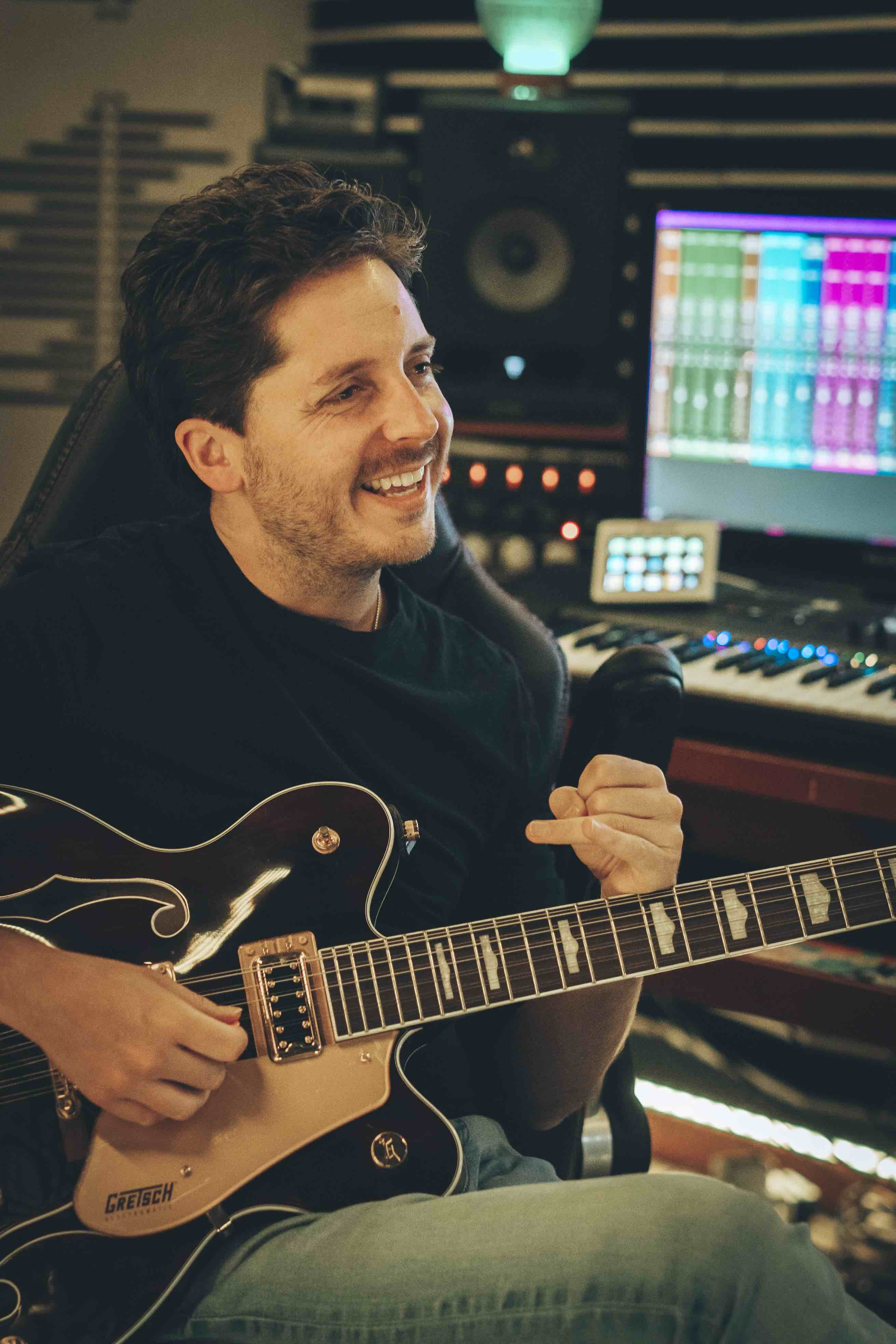
Juan José Salazar en su estudio de grabación en Bogotá, Colombia.

Juan José Salazar (Bogotá, 29 de marzo de 1985) es un músico, ingeniero de sonido y productor musical, especializado en la composición y producción de música para medios audiovisuales y en la producción de artistas. Ha realizado contenidos musicales para diferentes productoras y medios colombianos e internacionales durante los últimos años, incluyendo Amazon Prime Video, Discovery Networks, BBC, Telemundo y Disney. Desde el año 2016 inició trabajos en audio forense, realizando restauraciones, certificaciones y biometría de voz para el sector público y privado en casos de mediano y grande alcance.
Ha trabajado en producción musical para campañas, contenidos audiovisuales y eventos como: La composición del Himno del Comité Paralímpico de las Américas, Tía Alison (RCN), A Grito Herido (Amazon Video), Cochina Envidia (Amazon Video), Wella/Unicef: Making Waves, El Barón (Telemundo), Festival Iberoamericano de Teatro de Bogotá, El Bronx (Caracol TV), El Man es Germán 2, Discovery Channel: Arizona SB1070 (documental) y Protagonistas de Nuestra Tele, entre otros.
Como productor musical ha trabajado con artistas como Hot Chip, Diana Ángel, César Mora, Compañía Ilimitada, Ricardo Prado, Cocó Nonó, Burning Caravan, Maia y Natalia Durán.
En 2011 obtuvo el premio John Leckie Award for Excellence in Music Production otorgado por la Universidad de Westminster en Londres a la excelencia en producción musical luego de finalizar su maestría en esta institución, a la cual asistió por haber sido beneficiario del crédito-beca Colfuturo en el 2010. En el año 2021, dos de las producciones en las que trabajó como compositor musical, Frente al Espejo y Fuerzas Invisibles Archivado el 2 de enero de 2022 en Wayback Machine., obtuvieron varios premios TAL de la Televisión pública, reconociendo su trabajo como compositor.
Adicionalmente fue el creador del curso de Logic Pro en la plataforma Domestika  (Basics: Introducción a Logic Pro X.) y también cuenta con varios cursos virtuales de producción musical en la plataforma de educación continua de la Pontficia Universidad Javeriana. Durante los últimos años su exploración en temas de música, audio e inteligencia artificial lo llevaron a participar en conferencias sobre el tema. La más reciente gestionada por el la sección cultural del Banco de la República de Colombia.
Actualmente se desempeña como compositor y productor musical en su propio estudio de grabación en la ciudad de Bogotá y como docente de producción musical e ingeniería de sonido en Educación Continua Pontificia Universidad Javeriana, Bogotá.